# Jean de Pins
Jean de Pins est un humaniste français de la Renaissance. Il est né en 1470 et il est mort en 1537. Évêque de Pamiers puis évêque de Rieux, il est fameux par ses ambassades en Italie et à Venise au début du règne de François Ier, par sa bibliothèque, par sa correspondance, par l’attention qu’il a portée à Étienne Dolet, par son rôle dans la vie culturelle de Toulouse et par l'hôtel particulier de style Renaissance qu'il s'est fait bâtir dans cette ville. On peut admirer son portrait, sculpté par Marc Arcis, parmi les Illustres qui sont exposés au Capitole  de Toulouse. 

## Biographie
Jean de Pins est le troisième fils de Gaillard de Pins et de Clermande de Saman. Après la mort de ses parents, son frère Barthélémy le fait élever avec soin. Jean II (pour le distinguer de Jean Ier, son frère aîné) commence ses études à Toulouse, les poursuit à Poitiers, puis à Paris, et les complète surtout en Italie, particulièrement à Bologne, où il reçoit les leçons de Filippo Beroaldo.  Il apprend auprès de ses maîtres un usage du latin qui sera admiré durant toute sa vie. 
En 1497, Jean de Pins revient en France où il règle généreusement avec son frère Barthélémy les affaires de la succession des seigneuries de Pins et de Muret. Puis il revient à Bologne, où l'appelle apparemment son goût.
Il publie en 1502 une préface aux œuvres d'Antonio Urceo, dit Codrus. 
En 1503, il publie la Vie de Philippe Beroalde, son maître, puis la Vie de Sainte Catherine de Sienne, première femme à être docteur de l'Église.
En 1508, Jean de Pins est nommé par le roi Louis XII, conseiller-clerc au Parlement de Toulouse. 
Il est repéré par Antoine Du Prat, qui était avocat général du roi dans ce même Parlement, et qui poursuit une carrière importante à Paris. 
En 1515, Antoine Du Prat devient Chancelier du roi François Ier. Il introduit son protégé auprès du nouveau roi de France, qui l'emmène dans sa première campagne d'Italie. 
Après la bataille de Marignan, François Ier nomme Jean de Pins sénateur de Milan.
Jean de Pins joue un rôle important dans les négociations entre François Ier et le pape Léon X qui conduisent en 1516 au concordat de Bologne. 
Il est nommé ambassadeur à Venise en 1516, et obtient, en 1517, un traité d'appui réciproque entre la République et la France. 
En 1520, il est nommé évêque de Pamiers et ambassadeur à Rome, d'où il rentre en 1523, pour déposer à Fontainebleau, la bibliothèque qu'il a constituée.
Pendant ce séjour italien, il compose une sorte de roman, Allobrogicae narrationis libellus, une Vie de Saint Roch, et un De vita aulica, qui est largement une rétrotraduction du Curial d'Alain Chartier.
À la fin de l'année 1522, il est nommé évêque de Rieux, au sud de Toulouse. Il n'est donc pas mêlé par chance, en 1525, à la défaite de Pavie.
Pendant la quinzaine d'années qu’il lui reste à vivre, il s'emploie à diriger son évêché, et à animer la vie culturelle toulousaine. 
Il se trouve un moment mis en difficulté, pour avoir reçu une lettre d'Érasme, lui demandant un exemplaire de Flavius Josephe, mais il parvint à s’expliquer. 
En 1532-1534, lors de son séjour à Toulouse, Étienne Dolet prend contact avec lui. Jean de Pins contribue à lui éviter le pire, lors de son expulsion de Toulouse en 1534.
C'est au couvent des Grands Carmes, à Toulouse, le 3 août 1536, que meurt Jean de Pins -tout juste un an après son protecteur Anthoine Du Prat-.

## Postérité
Au milieu du XVIIe siècle, Germain de Lafaille fait sculpter son buste pour la galerie des Illustres du Capitole de Toulouse.
En 1748, sous le couvert de l'anonymat, le jésuite Étienne-Léonard Charron publie des Mémoires pour servir à l’éloge historique de Jean de Pins. Il accompagne son récit de nombreuses lettres de Jean de Pins. Ce petit livre vise à préparer un éloge de Jean de Pins par l'Académie de Toulouse, qui n'eut lieu qu’au début novembre 2012.
Charron, dont le livre obtint un ample compte-rendu dans le Journal des savants de 1749, souhaitait apparemment montrer, en pleine période des Lumières, l'image d’un prélat humaniste et « destiné par la Providence à dissiper les ténèbres encore répandues dans sa patrie ». Cela n'était pas sans importance à Toulouse, ville dont Voltaire attaquera bientôt, à l'occasion de l'affaire Calas, l'obscurantisme.